# NGC 1515

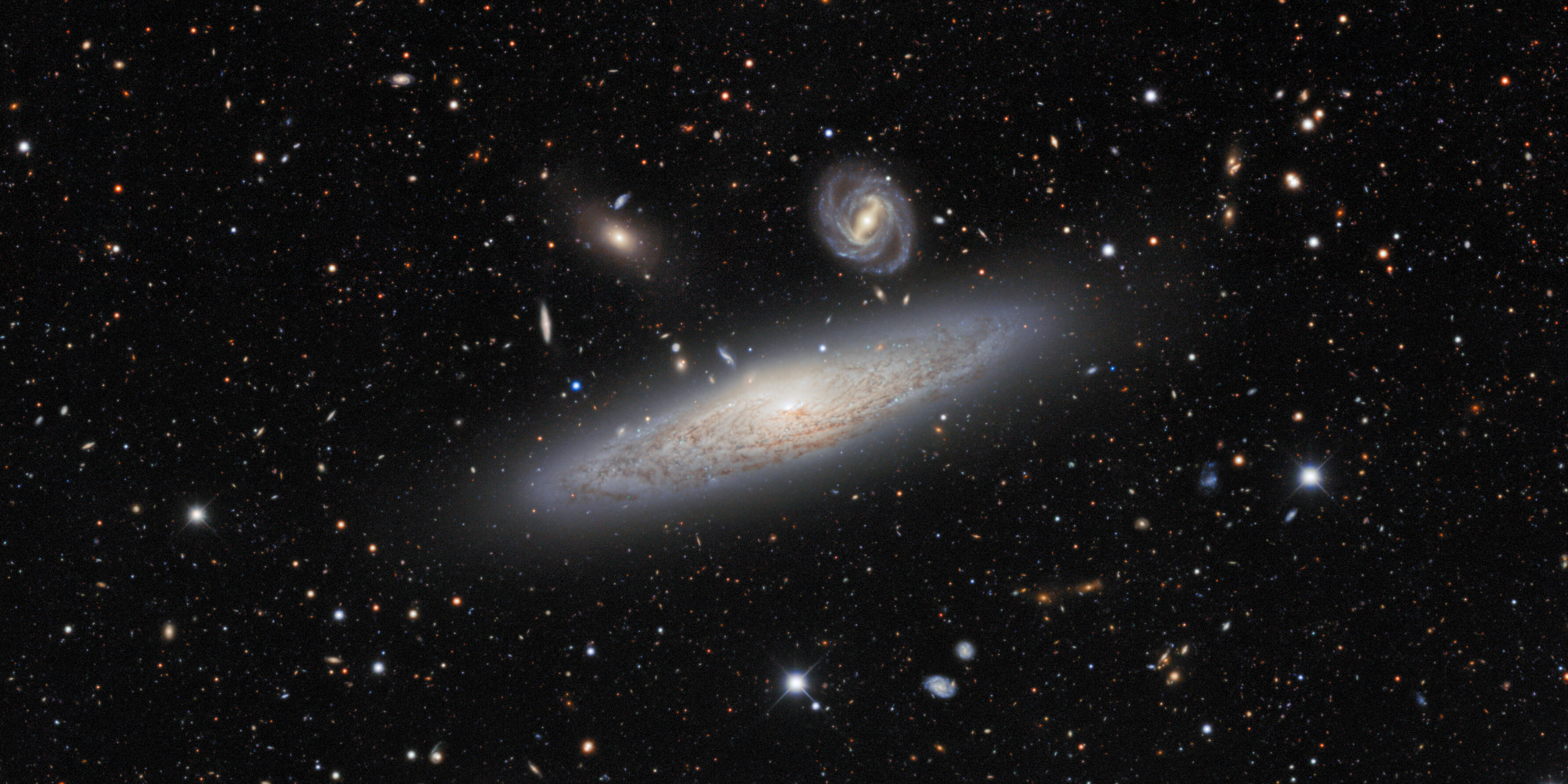
NGC 1515 par le télescope spatial Hubble.

NGC 1515 est une galaxie spirale intermédiaire située dans la constellation de la Dorade. NGC 1515 a été découverte par l'astronome écossais James Dunlop en 1826.

## Caractéristiques
Sa vitesse par rapport au fond diffus cosmologique est de 1 149 ± 7 km/s, ce qui correspond à une distance de Hubble de 16,9 ± 1,2 Mpc (∼55,1 millions d'al).
À ce jour, 14 mesures non basées sur le décalage vers le rouge (redshift) donnent une distance de 17,393 ± 2,128 Mpc (∼56,7 millions d'al), ce qui est à l'intérieur des valeurs de la distance de Hubble.
La classe de luminosité de NGC 1515 est II-III et elle présente une large raie HI.

## Paire de galaxies?
NGC 1515 galaxie semble former une paire avec la galaxie ESO 156-34 (PGC 14388, aussi appelée NGC 1515A par certains), mais cette dernière est à environ 600 millions années-lumière de nous. Ces deux galaxies sont donc très éloignées l'une de l'autre.

## Groupe de NGC 1617 et groupe de la Dorade
Selon une étude publiée en 2005 par Kilborn et al., NGC 1515 fait partie du groupe de NGC 1566. Ce groupe comprend au moins 23 autres galaxies dont IC 2049, NGC 1536, NGC 1543, IC 2038, NGC 1546, IC 2058, IC 2032, NGC 1566, NGC 1596, NGC 1602, NGC 1522, IC 2085, NGC 1549, NGC 1553, NGC 1574, NGC 1581, NGC 1617. Le groupe de NGC 1566 fait partie d'un groupe plus vaste, le groupe de la Dorade.